# افرای استون‌برگ
افرای استون‌برگ (نام علمی: Acer stonebergae) نام یک گونه از سرده افرا است.